# BY Возничего
BY Возничего (лат. BY Aurigae) — одиночная переменная звезда в созвездии Возничего на расстоянии (вычисленном из значения параллакса) приблизительно 49719 световых лет (около 15244 парсеков) от Солнца. Видимая звёздная величина звезды — от менее +16,8m до +14,9m.

## Характеристики
BY Возничего — пульсирующая переменная звезда, мирида (M).